# Wildside
«Wildside» es una canción interpretada por las actrices y cantantes estadounidenses Sofia Carson & Sabrina Carpenter lanzada en 2016 para la película de televisión de Disney Channel Adventures in Babysitting.

## Lista de canciones
- Descarga digital

| N.º | Título     | Artista(s)                       | Duración |  |
| 1.  | «Wildside» | Sofia Carson & Sabrina Carpenter | 3:09     |  |